# 右大臣
右大臣（うだいじん）は、朝廷の最高機関、太政官の職の一つ。唐名は「右府」「右丞相」「右相国」「右僕射」「太保」。和訓は「みぎのおおいもうちぎみ/みぎのおとど」。定員1名。官位相当は、正・従二位。太政大臣と左・右大臣（後に左・右大臣と内大臣）とを総称して、三公・三槐と呼ぶ。
左大臣とともに太政官の事実上の長官だが、左大臣がある場合は議政官の首座は左大臣であり、左大臣が置かれていない場合や差し支えて出仕しない場合に右大臣が朝議を主催した。また、左大臣が関白であった時にも右大臣が政務を司った。1885年（明治18年）内閣制度の発足に伴い廃止。

## 右大臣の一覧
- 原則『公卿補任』に基づき、適宜別史料によって補訂した。南朝での補任者は史料に在職徴証がある人物のみ掲出した。

| 名                               | 就任                                  | 辞任 （※印は死没と同日）               | 在職時の天皇             | 号・典拠                                |
| -------------------------------- | ------------------------------------- | -------------------------------------- | ------------------------ | --------------------------------------- |
| 大宝令以前の右大臣               |                                       |                                        |                          |                                         |
| 蘇我倉山田石川麻呂               | 皇極天皇4年6月14日 （645年7月12日）   | 大化5年3月25日※ （649年5月11日）       | 孝徳                     | 山田大臣                                |
| 大伴長徳                         | 大化5年4月20日 （649年6月5日）        | 白雉2年7月※ （651年－月）              | 孝徳                     |                                         |
| （蘇我連子）                     | 天智天皇元年1月 （662年－月）         | 天智天皇3年3月※ （664年4月）           | 天智（称制）             | 大臣 蔵大臣                             |
| 中臣金                           | 天智天皇10年1月5日 （671年2月19日）   | 天武天皇元年8月25日※ （672年9月22日）  | 天智、弘文               |                                         |
| 多治比島                         | 持統天皇4年7月5日 （690年8月15日）    | 文武天皇4年8月26日 （700年10月12日）   | 持統、文武               |                                         |
| 大宝令・養老令に基づく右大臣     |                                       |                                        |                          |                                         |
| 阿倍御主人                       | 大宝元年3月21日 （701年5月3日）       | 大宝3年閏4月1日※ （703年5月20日）      | 文武                     |                                         |
| 石上麻呂                         | 大宝4年1月7日 （704年2月16日）        | 和銅元年3月13日 （708年4月8日）        | 文武、元明               | 物部大臣                                |
| 藤原不比等                       | 和銅元年3月13日 （708年4月8日）       | 養老4年8月3日※ （720年9月9日）         | 元明、元正               |                                         |
| 長屋王                           | 養老5年1月5日 （721年2月5日）         | 養老8年2月4日 （724年3月3日）          | 元正                     |                                         |
| 藤原武智麻呂                     | 天平6年1月17日 （734年2月24日）       | 天平9年7月25日 （737年8月25日）        | 聖武                     |                                         |
| 橘諸兄                           | 天平10年1月13日 （738年2月6日）       | 天平15年5月5日 （743年6月1日）         | 聖武                     | 西院大臣                                |
| 藤原豊成                         | 天平感宝元年4月14日 （749年5月4日）   | 天平勝宝9歳7月12日 （757年8月1日）     | 聖武、孝謙               | 難波大臣、横佩大臣                      |
| 藤原恵美押勝                     | 天平宝字2年8月25日 （758年10月1日）   | 天平宝字4年1月4日 （760年1月26日）     | 淳仁                     | 太保（大保） 恵美大臣                   |
| 藤原豊成 （還任）                | 天平宝字8年9月14日 （764年10月13日）  | 天平神護元年11月27日※ （766年1月12日） | 淳仁、称徳               | 難波大臣、横佩大臣                      |
| 藤原永手                         | 天平神護2年1月8日 （766年2月21日）    | 天平神護2年10月20日 （766年11月26日）  | 称徳                     | 長岡大臣                                |
| 吉備真備                         | 天平神護2年10月20日 （766年11月26日） | 宝亀2年3月 （771年3月）                | 称徳、光仁               | 吉備大臣                                |
| 大中臣清麻呂                     | 宝亀2年3月13日 （771年4月2日）        | 天応元年6月23日 （781年7月18日）       | 光仁、桓武               |                                         |
| 藤原田麻呂                       | 天応2年6月21日 （782年8月4日）        | 延暦2年3月19日※ （783年4月25日）       | 桓武                     | 蜷淵大臣                                |
| 藤原是公                         | 延暦2年7月19日 （783年8月21日）       | 延暦8年9月19日※ （789年10月12日）      | 桓武                     | 牛屋大臣                                |
| 藤原継縄                         | 延暦9年2月27日 （790年3月17日）       | 延暦15年7月16日※ （796年8月23日）      | 桓武                     | 桃園右大臣                              |
| 神王                             | 延暦17年8月17日 （798年10月1日）      | 延暦25年4月24日※ （806年5月15日）      | 桓武、平城               | 吉野大臣                                |
| 藤原内麻呂                       | 延暦25年5月19日 （806年6月9日）       | 弘仁3年10月6日※ （812年11月13日）      | 平城、嵯峨               | 後長岡大臣                              |
| 藤原園人                         | 弘仁3年12月5日 （813年1月10日）       | 弘仁9年12月19日※ （819年1月18日）      | 嵯峨                     | （前）山科大臣                          |
| 藤原冬嗣                         | 弘仁12年1月9日 （821年2月14日）       | 天長2年4月5日 （825年4月26日）         | 嵯峨、淳和               | 閑院                                    |
| 藤原緒嗣                         | 天長2年4月5日 （825年4月26日）        | 天長9年11月2日 （832年11月27日）       | 淳和                     | 山本大臣                                |
| 清原夏野                         | 天長9年11月2日 （832年11月27日）      | 承和4年10月7日※ （837年11月8日）       | 淳和、仁明               | 双岡大臣                                |
| 藤原三守                         | 承和5年1月10日 （838年2月8日）        | 承和7年7月7日※ （840年8月7日）         | 仁明                     | 後山科大臣                              |
| 源常                             | 承和7年8月8日 （840年9月7日）         | 承和11年7月2日 （844年7月20日）        | 仁明                     | 東三条                                  |
| 橘氏公                           | 承和11年7月2日 （844年7月20日）       | 承和14年12月19日※ （848年1月28日）     | 仁明                     | 井手                                    |
| 藤原良房                         | 承和15年1月10日 （848年2月18日）      | 斉衡4年2月19日 （857年3月18日）        | 仁明、文徳               | 白河、染殿                              |
| 藤原良相                         | 斉衡4年2月19日 （857年3月18日）       | 貞観9年10月10日※ （867年11月9日）      | 文徳、清和               | 西三条大臣                              |
| 藤原氏宗                         | 貞観12年1月13日 （870年2月17日）      | 貞観14年2月7日※ （872年3月19日）       | 清和                     |                                         |
| 藤原基経                         | 貞観14年8月25日 （872年10月1日）      | 元慶4年12月4日 （881年1月7日）         | 清和、陽成               | 堀川大臣                                |
| 源多                             | 元慶6年1月10日 （882年2月1日）        | 仁和4年10月17日※ （888年11月24日）     | 陽成、光孝、宇多         |                                         |
| 藤原良世                         | 寛平3年3月19日 （891年5月1日）        | 寛平8年7月16日 （896年8月28日）        | 宇多                     | 致仕大臣                                |
| 源能有                           | 寛平8年7月16日 （896年8月28日）       | 寛平9年6月8日※ （897年7月11日）        | 宇多                     | 近院大臣                                |
| 菅原道真                         | 昌泰2年2月14日 （899年3月29日）       | 昌泰4年1月25日 （901年2月16日）        | 醍醐                     | 菅丞相                                  |
| 源光                             | 昌泰4年1月25日 （901年2月16日）       | 延喜13年3月12日※ （913年4月21日）      | 醍醐                     | 西三条                                  |
| 藤原忠平                         | 延喜14年8月25日 （914年9月17日）      | 延長2年1月22日 （924年2月29日）        | 醍醐                     | 小一条、五条                            |
| 藤原定方                         | 延長2年1月22日 （924年2月29日）       | 承平2年8月4日※ （932年9月6日）         | 醍醐、朱雀               | 三条                                    |
| 藤原仲平                         | 承平3年2月13日 （933年3月11日）       | 承平7年1月22日 （937年3月6日）         | 朱雀                     | 枇杷                                    |
| 藤原恒佐                         | 承平7年1月22日 （937年3月6日）        | 承平8年5月5日※ （938年6月5日）         | 朱雀                     | 一条、土御門                            |
| 藤原実頼                         | 天慶7年4月9日 （944年5月4日）         | 天暦元年4月26日 （947年5月19日）       | 朱雀、村上               | 小野宮                                  |
| 藤原師輔                         | 天暦元年4月26日 （947年5月19日）      | 天徳4年5月2日 （960年5月29日）         | 村上                     | 坊城、九条                              |
| 藤原顕忠                         | 天徳4年8月22日 （960年9月15日）       | 康保2年4月24日※ （965年5月27日）       | 村上                     | 富小路                                  |
| 源高明                           | 康保3年1月16日 （966年2月9日）        | 康保4年12月13日 （968年1月15日）       | 村上、冷泉               | 西宮                                    |
| 藤原師尹                         | 康保4年12月13日 （968年1月15日）      | 安和2年3月26日 （969年4月15日）        | 冷泉                     | 小一条                                  |
| 藤原在衡                         | 安和2年3月26日 （969年4月15日）       | 安和3年1月27日 （970年3月7日）         | 冷泉、円融               | 粟田、万里小路                          |
| 藤原伊尹                         | 安和3年1月27日 （970年3月7日）        | 天禄2年11月2日 （971年11月22日）       | 円融                     | 一条                                    |
| 藤原頼忠                         | 天禄2年11月2日 （971年11月22日）      | 貞元2年4月24日 （977年5月14日）        | 円融                     | 三条                                    |
| 源雅信                           | 貞元2年4月24日 （977年5月14日）       | 貞元3年10月2日 （978年11月5日）        | 円融                     | 一条、鷹司                              |
| 藤原兼家                         | 貞元3年10月2日 （978年11月5日）       | 寛和2年7月20日 （986年8月27日）        | 円融、花山、一条         | 法興院、東三条                          |
| 藤原為光                         | 寛和2年7月20日 （986年8月27日）       | 正暦2年9月7日 （991年10月17日）        | 一条                     | 後一条                                  |
| 源重信                           | 正暦2年9月7日 （991年10月17日）       | 正暦5年8月28日 （994年10月5日）        | 一条                     | 六条                                    |
| 藤原道兼                         | 正暦5年8月28日 （994年10月5日）       | 長徳元年5月8日※ （995年6月8日）        | 一条                     | 粟田、二条                              |
| 藤原道長                         | 長徳元年6月19日 （995年7月19日）      | 長徳2年7月20日 （996年8月6日）         | 一条                     | 法成寺、御堂                            |
| 藤原顕光                         | 長徳2年7月20日 （996年8月6日）        | 長和6年3月4日 （1017年4月3日）         | 一条、三条、後一条       | 堀川、広幡                              |
| 藤原公季                         | 長和6年3月4日 （1017年4月3日）        | 治安元年7月25日 （1021年9月4日）       | 後一条                   | 閑院                                    |
| 藤原実資                         | 治安元年7月25日 （1021年9月4日）      | 寛徳3年1月18日※ （1046年2月26日）      | 後一条、後朱雀、後冷泉   | 後小野宮、賢人右府                      |
| 藤原教通                         | 永承2年8月1日 （1047年8月24日）       | 康平3年7月17日 （1060年8月15日）       | 後冷泉                   | 大二条                                  |
| 藤原頼宗                         | 康平3年7月17日 （1060年8月15日）      | 康平8年1月5日 （1065年2月12日）        | 後冷泉                   | 堀河                                    |
| 藤原師実                         | 康平8年6月3日 （1065年7月8日）        | 延久元年8月22日 （1069年9月10日）      | 後冷泉、後三条           | 京極、後宇治                            |
| 源師房                           | 延久元年8月22日 （1069年9月10日）     | 承保4年2月17日※ （1077年3月14日）      | 後三条、白河             | 土御門                                  |
| 藤原俊家                         | 承暦4年8月14日 （1080年8月31日）      | 永保2年10月2日※ （1082年10月25日）     | 白河                     | 大宮、壬生                              |
| 源俊房                           | 永保2年12月9日 （1082年12月30日）     | 永保3年1月26日 （1083年2月15日）       | 白河                     | 堀河                                    |
| 源顕房                           | 永保3年1月26日 （1083年2月15日）      | 寛治8年9月5日※ （1094年10月16日）      | 白河、堀河               | 六条                                    |
| 藤原忠実                         | 康和2年7月17日 （1100年8月24日）      | 天永3年11月18日 （1112年12月8日）      | 堀河、鳥羽               | 知足院、富家殿                          |
| 源雅実                           | 永久3年4月28日 （1115年5月23日）      | 保安3年12月17日 （1123年1月16日）      | 鳥羽                     | 久我                                    |
| 藤原家忠                         | 保安3年12月17日 （1123年1月16日）     | 天承元年12月22日 （1132年1月12日）     | 鳥羽、崇徳               | 花山院                                  |
| 源有仁                           | 天承元年12月22日 （1132年1月12日）    | 保延2年12月9日 （1137年1月2日）        | 崇徳                     | 花園                                    |
| 藤原宗忠                         | 保延2年12月9日 （1137年1月2日）       | 保延4年2月26日 （1138年4月7日）        | 崇徳                     | 中御門                                  |
| 三条実行                         | 久安5年7月28日 （1149年9月1日）       | 久安6年8月21日 （1150年9月13日）       | 近衛                     | 八条                                    |
| 源雅定                           | 久安6年8月21日 （1150年9月13日）      | 仁平4年5月28日 （1154年7月10日）       | 近衛                     | 中院                                    |
| 藤原宗輔                         | 保元元年9月13日 （1156年9月29日）     | 保元2年8月19日 （1157年9月24日）       | 後白河                   | 京極、蜂飼大臣                          |
| 近衛基実                         | 保元2年8月19日 （1157年9月24日）      | 永暦元年8月11日 （1160年9月12日）      | 後白河、二条             | 梅津、六条、中殿                        |
| 徳大寺公能                       | 永暦元年8月11日 （1160年9月12日）     | 永暦2年8月11日※ （1161年9月2日）       | 二条                     | 大炊御門                                |
| 松殿基房                         | 応保元年9月13日 （1161年10月3日）     | 長寛2年閏10月23日 （1164年12月8日）    | 二条                     | 松殿、菩提院、中山                      |
| 藤原経宗                         | 長寛2年閏10月23日 （1164年12月8日）   | 仁安元年11月11日 （1166年12月5日）     | 二条、六条               | 中御門                                  |
| 九条兼実                         | 仁安元年11月11日 （1166年12月5日）    | 文治2年10月17日 （1186年11月29日）     | 六条、高倉、安徳、後鳥羽 | 後法性寺、月輪                          |
| 徳大寺実定                       | 文治2年10月29日 （1186年12月11日）    | 文治5年7月10日 （1189年8月23日）       | 後鳥羽                   | 後徳大寺                                |
| 三条実房                         | 文治5年7月10日 （1189年8月23日）      | 建久元年7月17日 （1190年8月19日）      | 後鳥羽                   | 三条                                    |
| 藤原兼雅                         | 建久元年7月17日 （1190年8月19日）     | 建久9年11月14日 （1198年12月13日）     | 後鳥羽、土御門           | 後花山院                                |
| 藤原頼実                         | 建久9年11月14日 （1198年12月13日）    | 正治元年6月22日 （1199年7月16日）      | 土御門                   | 六条、中山                              |
| 近衛家実                         | 正治元年6月22日 （1199年7月16日）     | 元久元年12月14日 （1205年1月5日）      | 土御門                   | 猪隈                                    |
| 藤原隆忠                         | 元久元年12月14日 （1205年1月5日）     | 建永2年2月10日 （1207年3月10日）       | 土御門                   | 大覚寺                                  |
| 花山院忠経                       | 建永2年2月10日 （1207年3月10日）      | 承元2年5月28日 （1208年7月12日）       | 土御門                   | 花山院                                  |
| 近衛道経                         | 承元2年7月9日 （1208年8月21日）       | 承元3年3月26日 （1209年5月1日）        | 土御門                   | 知足院                                  |
| 九条良輔                         | 承元3年4月10日 （1209年5月15日）      | 建暦元年10月4日 （1211年11月10日）     | 土御門、順徳             | 八条                                    |
| 徳大寺公継                       | 建暦元年10月4日 （1211年11月10日）    | 建保3年10月9日 （1215年11月1日）       | 順徳                     | 野宮                                    |
| 九条道家                         | 建保3年12月10日 （1215年12月31日）    | 建保6年12月2日 （1218年12月21日）      | 順徳                     | 光明峯寺                                |
| 源実朝                           | 建保6年12月2日 （1218年12月21日）     | 建保7年1月27日※ （1219年2月13日）      | 順徳                     | 鎌倉 鎌倉幕府3代将軍                    |
| 近衛家通                         | 建保7年3月4日 （1219年4月19日）       | 承久3年閏10月10日 （1221年11月25日）   | 順徳、仲恭、後堀河       | 猪隈、近衛                              |
| 徳大寺公継 （還任）              | 承久3年閏10月10日 （1221年11月25日）  | 元仁元年12月25日 （1225年2月4日）      | 後堀河                   | 野宮                                    |
| 大炊御門師経                     | 元仁元年12月25日 （1225年2月4日）     | 嘉禄3年4月2日 （1227年5月18日）        | 後堀河                   | 大炊御門                                |
| 九条教実                         | 嘉禄3年4月9日 （1227年5月25日）       | 寛喜3年4月26日 （1231年5月29日）       | 後堀河                   | 洞院                                    |
| 近衛兼経                         | 寛喜3年4月26日 （1231年5月29日）      | 嘉禎元年10月2日 （1235年11月13日）     | 後堀河、四条             | 岡屋                                    |
| 西園寺実氏                       | 嘉禎元年10月2日 （1235年11月13日）    | 嘉禎2年4月18日 （1236年5月24日）       | 四条                     | 常盤井                                  |
| 二条良実                         | 嘉禎2年6月9日 （1236年7月13日）       | 嘉禎4年7月20日 （1238年8月31日）       | 四条                     | 普光園院                                |
| 三条実親                         | 嘉禎4年7月20日 （1238年8月31日）      | 仁治元年9月27日 （1240年10月13日）     | 四条                     | 白川                                    |
| 一条実経                         | 仁治元年10月20日 （1240年11月5日）    | 寛元2年6月13日 （1244年7月19日）       | 四条、後嵯峨             | 円明寺、後一条                          |
| 鷹司兼平                         | 寛元2年6月13日 （1244年7月19日）      | 寛元4年12月24日 （1247年2月1日）       | 後嵯峨、後深草           | 称念院                                  |
| 九条忠家                         | 寛元4年12月24日 （1247年2月1日）      | 建長4年7月20日 （1252年8月26日）       | 後深草                   | 一音院                                  |
| 二条道良                         | 建長4年7月20日 （1252年8月26日）      | 建長4年11月3日 （1252年12月5日）       | 後深草                   | 九条                                    |
| 花山院定雅                       | 建長4年11月3日 （1252年12月5日）      | 建長6年11月17日 （1254年12月28日）     | 後深草                   | 粟田口                                  |
| 西園寺公相                       | 建長6年12月25日 （1255年2月3日）      | 正嘉元年11月8日 （1257年12月15日）     | 後深草                   | 冷泉                                    |
| 西園寺公基                       | 正嘉元年11月26日 （1258年1月2日）     | 正嘉2年10月22日 （1258年11月18日）     | 後深草                   | 万里小路、京極                          |
| 山階実雄                         | 正嘉2年11月1日 （1258年11月27日）     | 弘長元年3月27日 （1261年4月28日）      | 後深草、亀山             | 山階                                    |
| 近衛基平                         | 弘長元年3月27日 （1261年4月28日）     | 文永2年10月5日 （1265年11月14日）      | 亀山                     | 深心院、西谷                            |
| 鷹司基忠                         | 文永2年10月5日 （1265年11月14日）     | 文永5年12月2日 （1269年1月5日）        | 亀山                     | 円光院                                  |
| 一条家経                         | 文永5年12月2日 （1269年1月5日）       | 文永6年4月23日 （1269年5月25日）       | 亀山                     | 後光明峯寺                              |
| 花山院通雅                       | 文永6年4月23日 （1269年5月25日）      | 文永8年3月10日 （1271年4月20日）       | 亀山                     | 後花山院                                |
| 二条師忠                         | 文永8年3月27日 （1271年5月7日）       | 建治元年12月22日 （1276年1月9日）      | 亀山、後宇多             | 香園院                                  |
| 九条忠教                         | 建治元年12月22日 （1276年1月9日）     | 正応元年7月11日 （1288年8月9日）       | 後宇多、伏見             | 報恩院                                  |
| 近衛家基                         | 正応元年7月11日 （1288年8月9日）      | 正応2年9月28日 （1289年10月13日）      | 伏見                     | 高山寺、浄妙寺                          |
| 鷹司兼忠                         | 正応2年10月18日 （1289年11月2日）     | 正応4年12月25日 （1292年1月16日）      | 伏見                     | 猪隈、歓喜園院                          |
| 二条兼基                         | 正応4年12月25日 （1292年1月16日）     | 永仁4年12月27日 （1297年1月21日）      | 伏見                     | 中院、光明照院                          |
| 九条師教                         | 永仁4年12月27日 （1297年1月21日）     | 正安元年4月26日 （1299年5月26日）      | 伏見、後伏見             | 己心院、浄土寺                          |
| 西園寺公衡                       | 正安元年4月26日 （1299年5月26日）     | 正安元年12月20日 （1300年1月12日）     | 後伏見                   | 竹林院                                  |
| 徳大寺公孝                       | 正安元年12月27日 （1300年1月19日）    | 乾元元年11月22日 （1302年12月11日）    | 後伏見、後二条           | 後徳大寺                                |
| 鷹司冬平                         | 乾元元年11月22日 （1302年12月11日）   | 嘉元3年閏12月21日 （1306年2月5日）     | 後二条                   | 後照念院                                |
| 近衛家平                         | 嘉元3年閏12月21日 （1306年2月5日）    | 延慶2年10月15日 （1309年11月17日）     | 後二条、花園             | 岡本                                    |
| 二条道平                         | 延慶2年10月15日 （1309年11月17日）    | 正和2年12月26日 （1314年1月12日）      | 花園                     | 後光明照院                              |
| 近衛経平                         | 正和2年12月26日 （1314年1月12日）     | 正和5年10月22日 （1316年11月7日）      | 花園                     | 後浄妙寺                                |
| 洞院実泰                         | 正和5年10月22日 （1316年11月7日）     | 文保元年6月21日 （1317年7月30日）      | 花園                     | 後山本                                  |
| 西園寺公顕                       | 文保元年6月21日 （1317年7月30日）     | 文保元年12月10日 （1318年1月13日）     | 花園                     | 今出河                                  |
| 花山院家定                       | 文保2年8月24日 （1318年9月19日）      | 文保3年4月10日 （1319年4月30日）       | 後醍醐                   | 金光院                                  |
| 九条房実                         | 元応元年閏7月28日 （1319年9月12日）   | 元亨2年8月11日 （1322年9月22日）       | 後醍醐                   | 後一音院                                |
| 今出川兼季                       | 元亨2年8月11日 （1322年9月22日）      | 元亨3年7月 （1323年8月）               | 後醍醐                   | 今出河、菊亭                            |
| 近衛経忠                         | 元亨4年4月27日 （1324年5月20日）      | 元徳2年2月26日 （1330年3月16日）       | 後醍醐                   | 堀河、後猪隈                            |
| 近衛基嗣                         | 元徳2年2月26日 （1330年3月16日）      | 元徳3年2月1日 （1331年3月10日）        | 後醍醐                   | 後岡屋                                  |
| 久我長通                         | 元徳3年2月1日 （1331年3月10日）       | 正慶元年7月13日 （1332年8月5日）       | 後醍醐、光厳             | 後中院                                  |
| 大宮季衡                         | 正慶元年10月14日 （1332年11月2日）    | 正慶2年3月12日 （1333年4月26日）       | 光厳                     | 大宮                                    |
| 近衛経忠 （還任）                | 元弘3年5月17日 （1333年6月29日）      | 元弘3年6月12日 （1333年7月24日）       | 後醍醐                   | 堀河、後猪隈                            |
| 久我長通 （還任）                | 元弘3年6月12日 （1333年7月24日）      | 建武元年2月22日 （1334年3月27日）      | 後醍醐                   | 後中院                                  |
| 近衛経忠 （還任）                | 建武元年2月23日 （1334年3月28日）     | 建武元年10月7日 （1334年11月4日）      | 後醍醐                   | 堀河、後猪隈                            |
| 鷹司冬教                         | 建武元年10月9日 （1334年11月6日）     | 建武2年2月16日 （1335年3月11日）       | 後醍醐                   | 後円光院                                |
| 洞院公賢                         | 建武2年2月16日 （1335年3月11日）      | 建武4年7月12日 （1337年8月8日）        | 後醍醐、光明             | 中園                                    |
| 九条道教                         | 建武4年7月12日 （1337年8月8日）       | 暦応2年12月27日 （1340年1月26日）      | 光明                     | 三縁院                                  |
| 鷹司師平                         | 暦応2年12月27日 （1340年1月26日）     | 康永2年3月27日 （1343年4月22日）       | 光明                     | 昭光院                                  |
| 二条良基                         | 康永2年4月10日 （1343年5月4日）       | 貞和3年9月16日 （1347年10月20日）      | 光明                     | 後普光園院                              |
| 九条経教                         | 貞和3年9月16日 （1347年10月20日）     | 貞和5年9月13日 （1349年10月25日）      | 光明、崇光               | 後報恩院                                |
| 近衛道嗣                         | 貞和5年9月13日 （1349年10月25日）     | 延文5年9月30日 （1360年11月9日）       | 崇光、後光厳             | 後深心院                                |
| 鷹司冬通                         | 延文5年9月30日 （1360年11月9日）      | 貞治元年12月27日 （1363年1月12日）     | 後光厳                   | 一心院                                  |
| 久我通相                         | 貞治元年12月27日 （1363年1月12日）    | 貞治5年8月29日 （1366年10月4日）       | 後光厳                   | 千種                                    |
| 西園寺実俊                       | 貞治5年8月29日 （1366年10月4日）      | 貞治6年9月29日 （1367年10月23日）      | 後光厳                   | 後常盤井                                |
| 二条師良                         | 貞治6年9月29日 （1367年10月23日）     | 応安3年3月16日 （1370年4月12日）       | 後光厳                   | 是心院                                  |
| 九条忠基                         | 応安3年3月16日 （1370年4月12日）      | 永和元年11月18日 （1375年12月11日）    | 後光厳、後円融           | 後己心院                                |
| 二条師嗣                         | 永和元年11月18日 （1375年12月11日）   | 永和4年8月27日 （1378年9月19日）       | 後円融                   | 後香園院                                |
| 近衛兼嗣                         | 永和4年8月27日 （1378年9月19日）      | 嘉慶2年3月26日※ （1388年5月2日）       | 後円融、後小松           | 後六条                                  |
| 久我具通                         | 嘉慶2年5月26日 （1388年6月30日）      | 明徳5年3月28日 （1394年4月28日）       | 後小松                   | 久世                                    |
| 今出川公直                       | 明徳5年3月28日 （1394年4月28日）      | 応永元年12月25日 （1395年1月16日）     | 後小松                   | 今出川                                  |
| 今出川実直                       | 応永元年12月25日 （1395年1月16日）    | 応永2年3月24日 （1395年4月14日）       | 後小松                   | 後今出川                                |
| 花山院通定                       | 応永2年3月24日 （1395年4月14日）      | 応永2年6月21日 （1395年7月8日）        | 後小松                   | 如住院                                  |
| 洞院公定                         | 応永2年9月12日 （1395年10月25日）     | 応永3年7月24日 （1396年8月27日）       | 後小松                   | 後中園                                  |
| 三条実冬                         | 応永3年7月24日 （1396年8月27日）      | 応永6年2月22日 （1399年3月29日）       | 後小松                   | 後三条                                  |
| 九条教嗣                         | 応永6年2月22日 （1399年3月29日）      | 応永10年8月 （1403年－月）             | 後小松                   | 中山                                    |
| 今出川公行                       | 応永10年8月19日 （1403年9月5日）      | 応永18年4月11日 （1411年5月3日）       | 後小松                   | 後今出河                                |
| 鷹司冬家                         | 応永18年4月11日 （1411年5月3日）      | 応永21年12月 （1415年1月）             | 後小松、称光             | 後一心院                                |
| 九条満教                         | 応永21年12月15日 （1415年1月25日）    | 応永25年12月2日 （1418年12月29日）     | 称光                     | 後三縁院                                |
| 徳大寺公俊                       | 応永25年12月2日 （1418年12月29日）    | 応永26年12月5日 （1419年12月21日）     | 称光                     | 後野宮                                  |
| 二条持基                         | 応永26年12月5日 （1419年12月21日）    | 応永27年閏1月13日 （1420年2月26日）    | 称光                     | 後福照院                                |
| 西園寺実永                       | 応永27年閏1月13日 （1420年2月26日）   | 応永27年12月 （1421年1月）             | 称光                     | 慶寿院                                  |
| 三条公冬                         | 応永27年12月5日 （1421年1月8日）      | 応永30年10月14日 （1423年11月17日）    | 称光                     | 後白川                                  |
| 一条兼良                         | 応永31年4月20日 （1424年5月18日）     | 正長2年8月4日 （1429年9月2日）         | 称光、後花園             | 後成恩寺                                |
| 近衛房嗣                         | 正長2年8月4日 （1429年9月2日）        | 永享10年9月4日 （1438年9月23日）       | 後花園                   | 後法興院                                |
| 鷹司房平                         | 永享10年9月4日 （1438年9月23日）      | 文安3年4月29日 （1446年5月24日）       | 後花園                   | 後昭光院                                |
| 二条持通                         | 文安3年4月29日 （1446年5月24日）      | 享徳3年3月17日 （1454年4月14日）       | 後花園                   | 大染金剛院                              |
| 洞院実熙                         | 享徳3年7月16日 （1454年8月10日）      | 康正元年8月27日 （1455年10月8日）      | 後花園                   | 東山                                    |
| 一条教房                         | 康正元年8月27日 （1455年10月8日）     | 康正3年6月17日 （1457年7月8日）        | 後花園                   | 妙華寺                                  |
| 三条実量                         | 康正3年6月17日 （1457年7月8日）       | 康正3年9月8日 （1457年9月26日）        | 後花園                   | 後三条                                  |
| 近衛教基                         | 康正3年9月8日 （1457年9月26日）       | 寛正3年8月1日※ （1462年8月25日）       | 後花園                   | 後九条                                  |
| 徳大寺公有                       | 寛正3年8月5日 （1462年8月29日）       | 寛正5年9月2日 （1464年10月2日）        | 後花園、後土御門         | 後野宮                                  |
| 久我通尚                         | 寛正5年11月28日 （1464年12月26日）    | 寛正7年1月16日 （1466年2月1日）        | 後土御門                 | 東久世                                  |
| 二条政嗣                         | 寛正7年2月16日 （1466年3月2日）       | 応仁2年1月11日 （1468年2月4日）        | 後土御門                 | 如法寿院                                |
| 九条政基                         | 応仁2年1月11日 （1468年2月4日）       | 文明7年3月10日 （1475年4月15日）       | 後土御門                 | 慈眼院                                  |
| 鷹司政平                         | 文明7年3月10日 （1475年4月15日）      | 文明8年8月28日 （1476年9月16日）       | 後土御門                 | 専称院                                  |
| 近衛政家                         | 文明8年8月28日 （1476年9月16日）      | 文明11年4月19日 （1479年5月10日）      | 後土御門                 | 後法興院                                |
| 三条公敦                         | 文明11年4月19日 （1479年5月10日）     | 文明12年3月 （1480年4月）              | 後土御門                 | 龍翔院                                  |
| 今出川教季                       | 文明12年3月11日 （1480年4月20日）     | 文明13年1月20日 （1481年2月18日）      | 後土御門                 | 法雲院                                  |
| 西園寺実遠                       | 文明13年1月25日 （1481年2月23日）     | 文明15年1月1日 （1483年2月8日）        | 後土御門                 | 後竹林院                                |
| 大炊御門信量                     | 文明15年1月1日 （1483年2月8日）       | 長享元年8月4日※ （1487年8月22日）      | 後土御門                 | 深草                                    |
| 花山院政長                       | 長享元年8月29日 （1487年9月16日）     | 延徳2年3月5日 （1490年3月25日）        | 後土御門                 | 後鳳栖院                                |
| 近衛尚通                         | 延徳2年3月5日 （1490年3月25日）       | 明応5年12月3日 （1497年1月6日）        | 後土御門                 | 後法成寺                                |
| 今出川公興                       | 明応5年12月3日 （1497年1月6日）       | 明応6年4月27日 （1497年5月29日）       | 後土御門                 | 後法雲院                                |
| 二条尚基                         | 明応6年5月10日 （1497年6月10日）      | 明応6年10月10日※ （1497年11月4日）     | 後土御門                 | 後如法寿院                              |
| 久我豊通                         | 明応8年5月28日 （1499年7月6日）       | 明応9年3月30日 （1500年4月28日）       | 後土御門                 | 志禅院                                  |
| 九条尚経                         | 明応10年2月19日 （1501年3月8日）      | 永正3年2月5日 （1506年2月27日）        | 後柏原                   | 後慈眼院                                |
| 西園寺公藤                       | 永正3年2月5日 （1506年2月27日）       | 永正4年3月 （1507年－月）              | 後柏原                   | 得生院                                  |
| 鷹司兼輔                         | 永正4年4月6日 （1507年5月17日）       | 永正12年4月16日 （1515年5月29日）      | 後柏原                   | 法音院                                  |
| 三条実香                         | 永正12年4月16日 （1515年5月29日）     | 永正15年5月28日 （1518年7月5日）       | 後柏原                   | 後浄土寺                                |
| 二条尹房                         | 永正15年5月28日 （1518年7月5日）      | 永正18年7月1日 （1521年8月3日）        | 後柏原                   | 後大染金剛院                            |
| 大炊御門経名                     | 永正18年7月1日 （1521年8月3日）       | 大永3年3月2日 （1523年3月18日）        | 後柏原                   | 自性院                                  |
| 近衛稙家                         | 大永3年3月9日 （1523年3月25日）       | 享禄元年8月20日 （1528年9月3日）       | 後柏原、後奈良           | 恵雲院                                  |
| 久我通言                         | 享禄元年8月20日 （1528年9月3日）      | 天文5年閏10月8日 （1536年11月21日）    | 後奈良                   | 陽春院                                  |
| 鷹司忠冬                         | 天文6年12月21日 （1538年1月21日）     | 天文10年1月12日 （1541年2月7日）       | 後奈良                   | 後専称院                                |
| 一条房通                         | 天文10年1月12日 （1541年2月7日）      | 天文11年閏3月3日 （1542年4月17日）     | 後奈良                   | 唯心院                                  |
| 三条西公条                       | 天文11年閏3月3日 （1542年4月17日）    | 天文12年7月16日 （1543年8月16日）      | 後奈良                   | 称名院                                  |
| 三条公頼                         | 天文12年7月28日 （1543年8月28日）     | 天文14年6月2日 （1545年7月10日）       | 後奈良                   | 後龍翔院                                |
| 今出川公彦                       | 天文14年6月2日 （1545年7月10日）      | 天文15年3月10日 （1546年4月10日）      | 後奈良                   | 上善院                                  |
| 二条晴良                         | 天文15年3月13日 （1546年4月13日）     | 天文16年2月17日 （1547年3月8日）       | 後奈良                   | 浄明珠院                                |
| 一条兼冬                         | 天文16年2月17日 （1547年3月8日）      | 天文22年1月26日 （1553年2月8日）       | 後奈良                   | 後円明寺                                |
| 近衛晴嗣                         | 天文22年1月26日 （1553年2月8日）      | 天文23年4月11日 （1554年5月12日）      | 後奈良                   | 東求院                                  |
| 西園寺公朝                       | 天文23年4月11日 （1554年5月12日）     | 弘治3年9月2日 （1557年9月24日）        | 後奈良                   | 慈光院                                  |
| 花山院家輔                       | 弘治3年9月2日 （1557年9月24日）       | 天正2年2月24日 （1574年3月17日）       | 後奈良、正親町           | 法雲院                                  |
| 九条兼孝                         | 天正2年2月24日 （1574年3月17日）      | 天正4年11月21日 （1576年12月11日）     | 正親町                   | 後月輪                                  |
| 一条内基                         | 天正4年11月21日 （1576年12月11日）    | 天正5年11月20日 （1577年12月29日）     | 正親町                   | 自浄心院                                |
| 織田信長                         | 天正5年11月20日 （1577年12月29日）    | 天正6年4月9日 （1578年5月15日）        | 正親町                   | 総見院                                  |
| 二条昭実                         | 天正7年1月20日 （1579年2月15日）      | 天正12年12月 （1585年1月）             | 正親町                   | 後中院                                  |
| 今出川晴季                       | 天正13年3月10日 （1585年4月9日）      | 文禄4年7月25日 （1595年8月30日）       | 正親町、後陽成           | 豊臣秀次事件に連座 し、越後に配流される |
| 今出川晴季 （還任）              | 慶長3年12月19日 （1599年1月15日）     | 慶長8年1月 （1603年－月）              | 後陽成                   | 景光院                                  |
| 徳川家康                         | 慶長8年2月12日 （1603年3月24日）      | 慶長8年10月16日 （1603年11月18日）     | 後陽成                   | 安国院 江戸幕府初代将軍                 |
| 豊臣秀頼                         | 慶長10年4月12日 （1605年5月29日）     | 慶長12年1月11日 （1607年2月7日）       | 後陽成                   | 嵩陽寺                                  |
| 九条忠栄                         | 慶長12年1月11日 （1607年2月7日）      | 慶長17年3月13日 （1612年4月13日）      | 後陽成、後水尾           | 惟忖院                                  |
| 鷹司信尚                         | 慶長17年3月18日 （1612年4月18日）     | 慶長19年1月14日 （1614年2月22日）      | 後水尾                   | 景皓院                                  |
| 近衛信尋                         | 慶長19年1月14日 （1614年2月22日）     | 元和6年1月13日 （1620年2月16日）       | 後水尾                   | 本源自性院                              |
| 西園寺実益                       | 元和6年8月17日 （1620年9月13日）      | 元和7年1月2日 （1621年2月23日）        | 後水尾                   | 一真院                                  |
| 花山院定熙                       | 元和7年1月2日 （1621年2月23日）       | 元和7年1月12日 （1621年3月5日）        | 後水尾                   | 霜松院                                  |
| 一条兼遐                         | 元和7年1月12日 （1621年3月5日）       | 寛永6年9月11日 （1629年10月27日）      | 後水尾                   | 智徳院                                  |
| 二条康道                         | 寛永6年9月13日 （1629年10月29日）     | 寛永9年12月28日 （1633年2月6日）       | 後水尾、明正             | 後浄明珠院                              |
| 鷹司教平                         | 寛永9年12月28日 （1633年2月6日）      | 寛永17年3月21日 （1640年5月11日）      | 明正                     | 一致院                                  |
| 三条西実条                       | 寛永17年6月24日 （1640年8月11日）     | 寛永17年10月4日 （1640年11月17日）     | 明正                     | 香雲院                                  |
| 九条道房                         | 寛永17年11月3日 （1640年12月15日）    | 寛永18年12月2日 （1642年1月2日）       | 明正                     | 後浄土寺                                |
| 近衛尚嗣                         | 寛永18年12月2日 （1642年1月2日）      | 正保4年7月3日 （1647年8月3日）         | 明正、後光明             | 妙有真空院                              |
| 二条光平                         | 正保4年7月3日 （1647年8月3日）        | 慶安5年2月9日 （1652年3月18日）        | 後光明                   | 後是心院                                |
| 今出川経季                       | 慶安5年2月9日※ （1652年3月18日）      | 慶安5年2月9日※ （1652年3月18日）       | 後光明                   | 照一院                                  |
| 二条光平 （還任）                | 慶安5年2月21日 （1652年3月30日）      | 慶安5年9月15日 （1652年10月17日）      | 後光明                   | 後是心院                                |
| 三条実秀                         | 慶安5年9月17日 （1652年10月19日）     | 承応2年2月3日 （1653年3月2日）         | 後光明                   | 己心院                                  |
| 花山院定好                       | 承応2年11月14日 （1654年1月2日）      | 承応3年6月12日 （1654年7月25日）       | 後光明                   | 淳貞院                                  |
| 西園寺実晴                       | 承応3年6月17日 （1654年7月30日）      | 承応3年12月28日 （1655年2月4日）       | 後光明、後西             | 大忠院                                  |
| 一条教輔                         | 承応4年1月25日 （1655年3月3日）       | 万治2年12月22日 （1660年2月3日）       | 後西                     | 後唯心院                                |
| 徳大寺公信                       | 万治3年1月13日 （1660年2月23日）      | 寛文元年5月26日 （1661年6月22日）      | 後西                     | 正桂院                                  |
| 鷹司房輔                         | 寛文元年6月8日 （1661年7月4日）       | 寛文3年1月12日 （1663年2月19日）       | 後西                     | 後景皓院                                |
| 大炊御門経孝                     | 寛文3年2月6日 （1663年3月15日）       | 寛文4年2月22日 （1664年3月19日）       | 霊元                     | 後光福寺                                |
| 三条公富                         | 寛文4年4月5日 （1664年4月30日）       | 寛文5年1月11日 （1665年2月25日）       | 霊元                     | 唯心院                                  |
| 久我広通                         | 寛文5年1月11日 （1665年2月25日）      | 寛文5年3月5日 （1665年4月20日）        | 霊元                     | 妙雲院                                  |
| 九条兼晴                         | 寛文5年3月6日 （1665年4月21日）       | 寛文11年5月7日 （1671年6月13日）       | 霊元                     | 後往生院                                |
| 近衛基熙                         | 寛文11年5月25日 （1671年7月1日）      | 延宝5年12月8日 （1678年1月1日）        | 霊元                     | 応円満院                                |
| 一条冬経                         | 延宝5年12月24日 （1678年1月17日）     | 天和3年1月13日 （1683年2月9日）        | 霊元                     | 円成寺                                  |
| 鷹司兼熙                         | 天和3年1月13日 （1683年2月9日）       | 元禄3年12月26日 （1691年1月24日）      | 霊元、東山               | 心空華院                                |
| 大炊御門経光                     | 元禄3年12月26日 （1691年1月24日）     | 元禄5年12月13日 （1693年1月18日）      | 東山                     | 後香隆寺                                |
| 今出川公規                       | 元禄5年12月13日 （1693年1月18日）     | 元禄6年8月7日 （1693年9月6日）         | 東山                     | 一林院                                  |
| 近衛家熙                         | 元禄6年8月7日 （1693年9月6日）        | 元禄17年1月11日 （1704年2月15日）      | 東山                     | 予楽院                                  |
| 三条実治                         | 元禄17年1月22日 （1704年2月26日）     | 元禄17年2月5日 （1704年3月10日）       | 東山                     | 暁心院                                  |
| 九条輔実                         | 元禄17年2月5日 （1704年3月10日）      | 宝永5年1月21日 （1708年2月12日）       | 東山                     | 後洞院                                  |
| 二条綱平                         | 宝永5年1月21日 （1708年2月12日）      | 正徳5年8月12日 （1715年9月9日）        | 東山、中御門             | 円覚敬信院                              |
| 近衛家久                         | 正徳5年8月12日 （1715年9月9日）       | 享保7年5月3日 （1722年6月16日）        | 中御門                   | 如是観院                                |
| 二条吉忠                         | 享保7年5月3日 （1722年6月16日）       | 享保11年9月15日 （1726年10月10日）     | 中御門                   | 安祥院                                  |
| 一条兼香                         | 享保11年9月15日 （1726年10月10日）    | 元文2年11月7日 （1737年11月28日）      | 中御門、桜町             | 後円成寺                                |
| 二条宗熙                         | 元文3年1月24日 （1738年3月14日）      | 元文3年6月18日※ （1738年8月3日）       | 桜町                     | 常観喜院                                |
| 西園寺致季                       | 元文3年8月8日 （1738年9月21日）       | 元文3年8月16日 （1738年9月29日）       | 桜町                     | 円寿光院                                |
| 中院通躬                         | 元文3年8月16日 （1738年9月29日）      | 元文3年8月19日 （1738年10月2日）       | 桜町                     | 歓喜光院                                |
| 一条道香                         | 元文3年8月19日 （1738年10月2日）      | 延享2年3月23日 （1745年4月24日）       | 桜町                     | 得成寺                                  |
| 醍醐冬熙                         | 延享2年3月23日 （1745年4月24日）      | 延享2年5月9日 （1745年6月8日）         | 桜町                     | 後信性普明寺                            |
| 久我惟通                         | 延享2年5月16日 （1745年6月15日）      | 延享2年閏12月16日 （1746年2月6日）     | 桜町                     | 後志禅院                                |
| 近衛内前                         | 延享2年閏12月24日 （1746年2月14日）   | 寛延2年2月8日 （1749年3月26日）        | 桜町、桃園               | 大解脱院                                |
| 花山院常雅                       | 寛延2年2月23日 （1749年4月10日）      | 寛延2年11月9日 （1749年12月18日）      | 桃園                     | 順正院                                  |
| 二条宗基                         | 寛延2年11月15日 （1749年12月24日）    | 宝暦4年1月18日※ （1754年2月9日）       | 桃園                     | 後敬心院                                |
| 三条実顕                         | 宝暦4年2月19日 （1754年3月12日）      | 宝暦4年5月13日 （1754年7月3日）        | 桃園                     | 誠心院                                  |
| 久我通兄                         | 宝暦4年5月14日 （1754年7月4日）       | 宝暦5年1月28日 （1755年3月10日）       | 桃園                     | 含華光院                                |
| 九条尚実                         | 宝暦5年1月29日 （1755年3月11日）      | 宝暦9年11月26日 （1760年1月13日）      | 桃園                     | 遍照金剛寺                              |
| 鷹司輔平                         | 宝暦9年11月26日 （1760年1月13日）     | 安永7年12月10日 （1779年1月27日）      | 桃園、後桜町、後桃園     | 後心空院                                |
| 醍醐兼潔                         | 安永7年12月10日 （1779年1月27日）     | 安永8年1月14日 （1779年3月1日）        | 後桃園                   | 妙観寺                                  |
| 三条季晴                         | 安永8年1月14日 （1779年3月1日）       | 安永8年3月29日 （1779年5月15日）       | 後桃園                   | 後誠心院                                |
| 一条輝良                         | 安永8年3月29日 （1779年5月15日）      | 天明7年5月26日 （1787年7月11日）       | 後桃園、光格             | 後得成寺                                |
| 近衛経熙                         | 天明7年5月26日 （1787年7月11日）      | 寛政3年11月28日 （1791年12月23日）     | 光格                     | 後予楽院                                |
| 二条治孝                         | 寛政3年11月28日 （1791年12月23日）    | 寛政8年4月24日 （1796年5月30日）       | 光格                     | 法寿金剛院                              |
| 大炊御門家孝                     | 寛政8年4月24日 （1796年5月30日）      | 寛政8年9月26日 （1796年10月26日）      | 光格                     | 瑶台寺                                  |
| 西園寺賞季                       | 寛政8年9月26日 （1796年10月26日）     | 寛政8年12月22日 （1797年1月19日）      | 光格                     | 後大忠院                                |
| 一条忠良                         | 寛政8年12月22日 （1797年1月19日）     | 文化11年4月2日 （1814年5月21日）       | 光格                     | 大勝寺                                  |
| 三条実起                         | 文化11年4月2日 （1814年5月21日）      | 文化11年9月28日 （1814年11月9日）      | 光格                     | 後暁心院                                |
| 近衛基前                         | 文化11年9月28日 （1814年11月9日）     | 文化12年1月4日 （1815年2月12日）       | 光格                     | 証常楽院                                |
| 徳大寺実祖                       | 文化12年1月4日 （1815年2月12日）      | 文化12年2月26日 （1815年4月5日）       | 光格                     | 摩尼珠院                                |
| 鷹司政通                         | 文化12年2月26日 （1815年4月5日）      | 文政3年6月1日 （1820年7月10日）        | 光格、仁孝               | 真誠院                                  |
| 花山院愛徳                       | 文政3年6月1日 （1820年7月10日）       | 文政3年10月15日 （1820年11月20日）     | 仁孝                     | 温恭院                                  |
| 二条斉信                         | 文政3年10月15日 （1820年11月20日）    | 文政7年1月5日 （1824年2月4日）         | 仁孝                     | 成徳院                                  |
| 九条尚忠                         | 文政7年1月5日 （1824年2月4日）        | 弘化4年6月15日 （1847年7月26日）       | 仁孝、孝明               | 後遍照金剛寺                            |
| 近衛忠熙                         | 弘化4年6月15日 （1847年7月26日）      | 安政4年1月4日 （1857年1月29日）        | 孝明                     |                                         |
| 大炊御門経久                     | 安政4年1月4日 （1857年1月29日）       | 安政4年2月8日 （1857年3月3日）         | 孝明                     | 後瑶台寺                                |
| 鷹司輔熙                         | 安政4年2月8日 （1857年3月3日）        | 安政6年3月28日 （1859年4月30日）       | 孝明                     |                                         |
| 花山院家厚                       | 安政6年3月28日 （1859年4月30日）      | 文久2年1月4日 （1862年2月2日）         | 孝明                     | 寛恭院                                  |
| 二条斉敬                         | 文久2年1月4日 （1862年2月2日）        | 文久3年12月23日 （1864年1月31日）      | 孝明                     |                                         |
| 徳大寺公純                       | 文久3年12月23日 （1864年1月31日）     | 慶応3年9月27日 （1867年10月24日）      | 孝明、明治               |                                         |
| 一条実良                         | 慶応3年9月27日 （1867年10月24日）     | 慶応3年11月30日 （1867年12月25日）     | 明治                     | 華厳光寺                                |
| 大炊御門家信                     | 慶応3年11月30日 （1867年12月25日）    | 慶応4年5月24日 （1868年7月13日）       | 明治                     |                                         |
| 三条実美                         | 慶応4年5月24日 （1868年7月13日）      | 明治2年7月8日 （1869年8月15日）        | 明治                     | 新設の右大臣に転任                      |
| 南朝（吉野朝廷）の右大臣         |                                       |                                        |                          |                                         |
| 二条師基？                       | 延元4年（1339年）？任 -               | 延元4年（1339年）？任 -                | 後村上                   | 『南方紀伝』                            |
| 洞院実世？                       | 正平8年（1353年）？任 -               | 正平8年（1353年）？任 -                | 後村上                   | 『園太暦』                              |
| 洞院公泰                         |                                       |                                        | 後村上                   | 『新葉和歌集』                          |
| 西園寺公重                       |                                       |                                        | 後村上                   | 『仁和寺本系図』                        |
| 北畠顕信                         |                                       |                                        | 後村上                   | 『新葉和歌集』                          |
| 洞院実守                         |                                       |                                        | 後村上                   | 『師守記』                              |
| 二条教頼                         | - 建徳2年2月（1371年－月）見 -        | - 建徳2年2月（1371年－月）見 -         | 長慶                     | 『南朝三百番歌合』                      |
| 北畠顕能                         | 文中元年（1372年）？任 -              | 文中元年（1372年）？任 -               | 長慶                     | 『新葉和歌集』                          |
| 二条冬実                         | - 弘和元年12月（1381年12月）見 -      | - 弘和元年12月（1381年12月）見 -       | 長慶                     | 『新葉和歌集』                          |
| 吉田宗房                         |                                       |                                        | 後亀山                   | 『近衛家文書』                          |
| 武家官位としての右大臣           |                                       |                                        |                          |                                         |
| 徳川秀忠                         | 慶長19年3月9日 （1614年4月17日）      | 元和9年7月27日 （1623年8月23日）       | 後水尾                   | 江戸幕府2代将軍                         |
| 徳川家綱                         | 承応2年7月10日 （1653年9月1日）       | 延宝8年5月8日※ （1680年6月4日）        | 後光明、後西、霊元       | 江戸幕府4代将軍                         |
| 徳川綱吉                         | 宝永2年2月5日 （1705年2月28日）       | 宝永6年1月10日※ （1709年2月19日）      | 東山                     | 江戸幕府5代将軍                         |
| 徳川吉宗                         | 寛保元年7月7日 （1741年8月17日）      | 寛延4年6月20日※ （1751年7月12日）      | 桜町、桃園               | 江戸幕府8代将軍                         |
| 徳川家重                         | 宝暦10年1月11日 （1760年2月27日）     | 宝暦11年6月12日※ （1761年7月13日）     | 桃園                     | 江戸幕府9代将軍                         |
| 徳川家治                         | 安永9年8月2日 （1780年8月31日）       | 天明6年9月8日※ （1786年9月29日）       | 光格                     | 江戸幕府10代将軍                        |
| 徳川家斉                         | 文化13年3月11日 （1816年4月8日）      | 文政5年2月6日 （1822年3月28日）        | 光格、仁孝               | 江戸幕府11代将軍                        |
| 徳川家茂                         | 文久4年1月21日 （1864年2月28日）      | 慶応2年7月20日※ （1866年8月29日）      | 孝明                     | 江戸幕府14代将軍                        |
| 明治時代の太政官制における右大臣 |                                       |                                        |                          |                                         |
| 三条実美                         | 明治2年7月8日 （1869年8月15日）       | 明治4年7月29日 （1871年9月13日）       | 明治                     |                                         |
| 岩倉具視                         | 明治4年10月8日 （1871年11月20日）     | 1883年（明治16年）7月19日              | 明治                     |                                         |

## 贈右大臣の一覧
没後に右大臣を追贈された人物の一覧。
| 名         | 追贈                               | 生前の官位       | 典拠・備考                      |
| ---------- | ---------------------------------- | ---------------- | ------------------------------- |
| 大伴御行   | 文武天皇5年1月15日（701年2月27日） | 大納言・正広参   | 『続日本紀』                    |
| 藤原百川   | 延暦2年2月5日（783年3月12日）      | 参議・従三位     | 『続日本紀』                    |
| 紀船守     | 延暦11年4月2日（792年4月27日）     | 大納言・正三位   | 『日本紀略』                    |
| 藤原済時   | 寛弘9年4月（1012年－月）           | 大納言・正二位   | 『公卿補任』                    |
| 北畠顕家   | 正平7年（1352年）以前              | 権中納言・従二位 | 『高野山文書』。 南朝による追贈 |
| 勧修寺尹豊 | 慶長4年12月13日（1600年1月28日）   | 内大臣・正二位   | 『続史愚抄』                    |
| 三条実万   | 文久2年8月9日（1862年9月2日）      | 内大臣・従一位   | 『公卿補任』。 諡号忠成公       |
| 大久保利通 | 1878年（明治11年）5月15日          | 参議・正三位     |                                 |
| 存疑       |                                    |                  |                                 |
| 文室大市   |                                    | 大納言・正二位   | 『公卿補任』                    |
| 石上宅嗣   |                                    | 大納言・正三位   | 『公卿補任』                    |